# Islande aux Jeux olympiques d'hiver de 2010
Cet article contient des informations sur la participation et les résultats de l'Islande aux Jeux olympiques d'hiver de 2010 à Vancouver au Canada. Elle était représentée par quatre athlètes.

## Cérémonies d'ouverture et de clôture

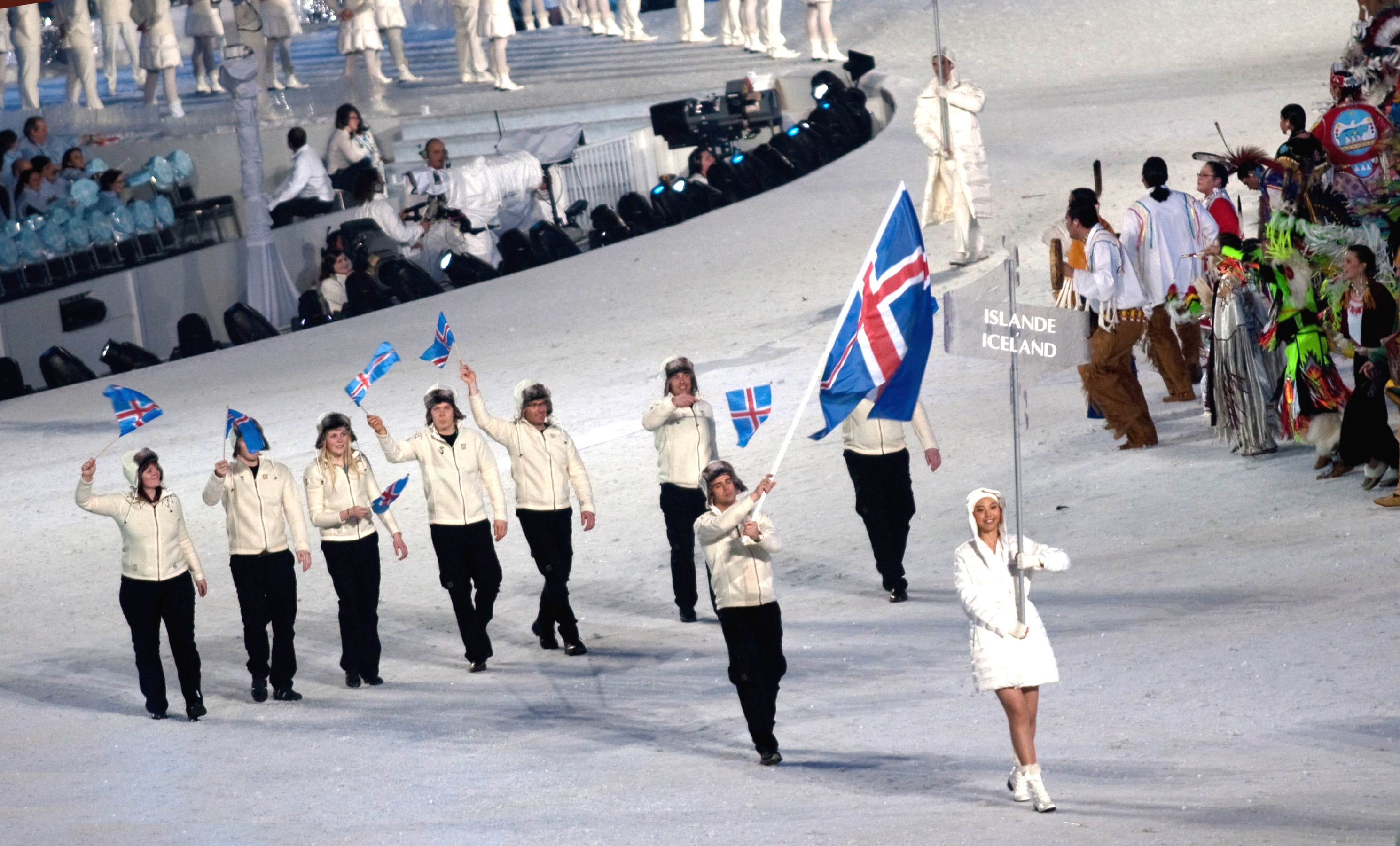
Entrée de la délégation islandaise lors de la cérémonie d'ouverture.

Comme cela est de coutume, la Grèce, berceau des Jeux olympiques, ouvre le défilé des nations, tandis que le Canada, en tant que pays organisateur, ferme la marche. Les autres pays défilent par ordre alphabétique. L'Islande est la 36e des 82 délégations à entrer dans le BC Place Stadium de Vancouver au cours du défilé des nations durant la cérémonie d'ouverture, après la Hongrie et avant l'Inde. Cette cérémonie est dédiée au lugeur géorgien Nodar Kumaritashvili, mort la veille après une sortie de piste durant un entraînement. Le porte-drapeau du pays est le skieur alpin Björgvin Björgvinsson.
Lors de la cérémonie de clôture qui se déroule également au BC Place Stadium, les porte-drapeaux des différentes délégations entrent ensemble dans le stade olympique et forment un cercle autour du chaudron abritant la flamme olympique. Le drapeau islandais est alors porté par Stefan Jon Sigurgeirsson, un autre skieur alpin.

## Engagés par sport

### Ski alpin
| Nom                      | Épreuve |
| ------------------------ | ------- |
| Björgvin Björgvinsson    |         |
| Stefán Jón Sigurgeirsson |         |
| Arni Thorvaldsson        |         |
| Iris Guðmundsdóttir      |         |

## Diffusion des Jeux en Islande
Les Islandais peuvent suivre les épreuves olympiques en regardant la chaîne RÚV, du groupe public Ríkisútvarpið (RÚV), ainsi que sur le câble et le satellite sur Eurosport. RÚV, Eurosport et Eurovision permettent d'assurer la couverture médiatique islandaise sur Internet.